# 25250 Jonnapeterson
25250 Jonnapeterson è un asteroide della fascia principale. Scoperto nel 1998, presenta un'orbita caratterizzata da un semiasse maggiore pari a 2,5619301 UA e da un'eccentricità di 0,2143552, inclinata di 7,79538° rispetto all'eclittica.